# Liste des matchs de l'équipe du Vanuatu de football par adversaire
Cette liste présente les matchs de l'équipe du Vanuatu de football par adversaire rencontré. Lorsqu'une rivalité footballistique particulière existe entre le Vanuatu et un autre pays, une page spécifique est parfois proposée.
- Haut – A
- B
- C
- D
- E
- F
- G
- H
- I
- J
- K
- L
- M
- N
- O
- P
- Q
- R
- S
- T
- U
- V
- W
- X
- Y
- Z

## A

### Australie

#### Confrontations
Confrontations entre l'Australie et le Vanuatu en matchs officiels :
| Date            | Lieu                         | Match               | Score | Compétition                                               |
| 28 février 1980 | Nouméa, Nouvelle-Calédonie   | Australie - Vanuatu | 1-0   | Coupe d'Océanie 1980 (premier tour)                       |
| 25 juin 2000    | Papeete, Polynésie française | Australie - Vanuatu | 1-0   | Coupe d'Océanie 2000 (demi-finale)                        |
| 6 juillet 2002  | Auckland, Nouvelle-Zélande   | Australie - Vanuatu | 2-0   | Coupe d'Océanie 2002 (premier tour)                       |
| 4 juin 2004     | Adelaide, Australie          | Australie - Vanuatu | 3-0   | Qualification pour la Coupe du monde 2006 (deuxième tour) |

#### Bilan
| Rang | Équipe    | Pts | J | G | N | P | Bp | Bc | Diff |
| ---- | --------- | --- | - | - | - | - | -- | -- | ---- |
| 1    | Australie | 12  | 4 | 4 | 0 | 0 | 7  | 0  | +7   |
| 2    | Vanuatu   | 0   | 4 | 0 | 0 | 4 | 0  | 7  | -7   |

## B

### Brunei

#### Confrontations
Confrontations entre le Brunei et le Vanuatu en matchs officiels :
| Date         | Lieu                     | Match            | Score | Compétition  |
| 26 mars 2024 | Djeddah, Arabie saoudite | Vanuatu - Brunei | 2-3   | Match Amical |

#### Bilan
| Rang | Équipe  | Pts | J | G | N | P | Bp | Bc | Diff |
| ---- | ------- | --- | - | - | - | - | -- | -- | ---- |
| 1    | Brunei  | 3   | 1 | 1 | 0 | 0 | 3  | 2  | +1   |
| 2    | Vanuatu | 0   | 1 | 0 | 0 | 1 | 2  | 3  | -1   |

## E

### Estonie

#### Confrontations
Confrontations entre l'Estonie et le Vanuatu en matchs officiels :
|   | Date             | Lieu                | Match             | Score | Compétition  |
| 1 | 23 novembre 2017 | Port-Vila, Vanuatu, | Vanuatu - Estonie | 0-1   | Match amical |

#### Bilan
| Rang | Équipe  | Pts | J | G | N | P | Bp | Bc | Diff |
| ---- | ------- | --- | - | - | - | - | -- | -- | ---- |
| 1    | Estonie | 3   | 1 | 1 | 0 | 0 | 1  | 0  | +1   |
| 2    | Vanuatu | 0   | 1 | 0 | 0 | 1 | 0  | 1  | -1   |

## F

### Fidji

#### Confrontations
Confrontations entre les Fidji et le Vanuatu en matchs officiels, :
| Date              | Lieu                                    | Match                      | Score | Compétition                                                   |
| 17 août 1969      | Papeete, Polynésie française            | Fidji - Nouvelles-Hébrides | 5-2   | Jeux du Pacifique Sud de 1969 (premier tour)                  |
| 2 septembre 1971  | Port Moresby, Papouasie-Nouvelle-Guinée | Nouvelles-Hébrides - Fidji | 6-4   | Jeux du Pacifique Sud de 1971 (deuxième tour)                 |
| 21 février 1973   | Auckland, Nouvelle-Zélande              | Nouvelles-Hébrides - Fidji | 2-1   | Coupe d'Océanie 1973 (premier tour)                           |
| 10 juillet 1981   | Honiara, Îles Salomon                   | Fidji - Vanuatu            | 1-1   | Jeux du Pacifique Sud de 1981 (premier tour)                  |
| 26 août 1983      | Apia, Samoa                             | Fidji - Vanuatu            | 6-0   | Jeux du Pacifique Sud de 1983 (troisième tour)                |
| 24 octobre 1988   | Honiara, Îles Salomon                   | Fidji - Vanuatu            | 8-0   | Coupe de Mélanésie 1988 (tour final)                          |
| 30 octobre 1989   | Suva, Fidji                             | Fidji - Vanuatu            | 2-1   | Coupe de Mélanésie 1989 (tour final)                          |
| 6 novembre 1990   | Port-Vila, Vanuatu                      | Fidji - Vanuatu            | 1-1   | Coupe de Mélanésie 1990 (tour final)                          |
| 17 septembre 1991 | Lae, Papouasie-Nouvelle-Guinée          | Fidji - Vanuatu            | 3-1   | Jeux du Pacifique Sud de 1991 (demi-finale)                   |
| 30 juillet 1992   | Port-Vila, Vanuatu                      | Vanuatu - Fidji            | 0-2   | Coupe de Mélanésie 1992 (tour final)                          |
| 12 septembre 1992 | Suva, Fidji                             | Fidji - Vanuatu            | 3-0   | Qualification pour la Coupe du monde 1994 (tour préliminaire) |
| 26 septembre 1992 | Port-Vila, Vanuatu                      | Vanuatu - Fidji            | 0-3   | Qualification pour la Coupe du monde 1994 (tour préliminaire) |
| 14 décembre 1993  | Port-Vila, Vanuatu                      | Vanuatu - Fidji            | 0-2   | Jeux du Pacifique Sud de 1993 (demi-finale)                   |
| 8 juillet 1994    | Honiara, Îles Salomon                   | Vanuatu - Fidji            | 2-4   | Coupe de Mélanésie 1994 (tour final)                          |
| 22 août 1995      | Papeete, Polynésie française            | Fidji - Vanuatu            | 3-1   | Jeux du Pacifique Sud de 1995 (deuxième tour)                 |
| 26 août 1995      | Papeete, Polynésie française            | Fidji - Vanuatu            | 3-0   | Jeux du Pacifique Sud de 1995 (match pour la troisième place) |
| 7 septembre 1998  | Espiritu Santo, Vanuatu                 | Vanuatu - Fidji            | 1-2   | Coupe de Mélanésie 1998 (tour final)                          |
| 11 avril 2000     | Suva, Fidji                             | Fidji - Vanuatu            | 4-1   | Coupe de Mélanésie 2000 (tour final)                          |
| 8 juillet 2002    | Auckland, Nouvelle-Zélande              | Fidji - Vanuatu            | 0-1   | Coupe d'Océanie 2002 (premier tour)                           |
| 30 juin 2003      | Suva, Fidji                             | Fidji - Vanuatu            | 0-0   | Jeux du Pacifique Sud de 1995 (premier tour)                  |
| 19 mai 2004       | Apia, Samoa                             | Fidji - Vanuatu            | 0-3   | Qualification pour la Coupe du monde 2006                     |
| 31 mai 2004       | Adélaïde, Australie                     | Fidji - Vanuatu            | 1-0   | Qualification pour la Coupe du monde 2006                     |
| 5 septembre 2007  | Apia, Samoa                             | Fidji - Vanuatu            | 3-0   | Jeux du Pacifique Sud de 2007 (demi-finale)                   |
| 6 septembre 2008  | Ba, Fidji                               | Fidji - Vanuatu            | 2-0   | Coupe d'Océanie 2008 (tour final)                             |
| 10 septembre 2008 | Port-Vila, Vanuatu                      | Vanuatu - Fidji            | 2-1   | Coupe d'Océanie 2008 (tour final)                             |
| 13 juillet 2012   | Labasa, Fidji                           | Fidji - Vanuatu            | 2-0   | Match amical                                                  |
| 15 juillet 2012   | Lautoka, Fidji                          | Fidji - Vanuatu            | 1-2   | Match amical                                                  |
| 7 novembre 2015   | Port-Vila, Vanuatu                      | Vanuatu - Fidji            | 1-1   | Match amical                                                  |
| 10 novembre 2015  | Port-Vila, Vanuatu                      | Vanuatu - Fidji            | 2-1   | Match amical                                                  |
| 4 juin 2016       | Port Moresby, Papouasie-Nouvelle-Guinée | Fidji - Vanuatu            | 2-3   | Qualification pour la Coupe du monde 2018                     |
| 9 décembre 2017   | Port-Vila, Vanuatu                      | Vanuatu - Fidji            | 1-1   | Match amical                                                  |
| 10 juin 2019      | Port-Vila, Vanuatu                      | Fidji - Vanuatu            | 0-0   | Match amical                                                  |
| 20 mars 2023      | Lautoka, Fidji                          | Fidji - Vanuatu            | 1-2   | Match amical                                                  |
| 1er décembre 2023 | Honiara, Îles Salomon                   | Vanuatu - Fidji            | 2-4   | Jeux du Pacifique de 2023                                     |

#### Bilan
| Rang | Équipe  | Pts | J  | G  | N | P  | Bp | Bc | Diff |
| ---- | ------- | --- | -- | -- | - | -- | -- | -- | ---- |
| 1    | Fidji   | 63  | 34 | 19 | 6 | 9  | 77 | 38 | +39  |
| 2    | Vanuatu | 33  | 34 | 9  | 6 | 19 | 38 | 77 | -39  |

## G

### Guam

#### Confrontations
Confrontations entre Guam et le Vanuatu en matchs officiels :
| Date             | Lieu                         | Match          | Score | Compétition                                   |
| 31 août 1979     | Suva, Fidji                  | Vanuatu - Guam | 5-0   | Jeux du Pacifique Sud de 1979 (premier tour)  |
| 16 août 1995     | Papeete, Polynésie française | Vanuatu - Guam | 6-0   | Jeux du Pacifique Sud de 1995 (deuxième tour) |
| 3 septembre 2011 | Nouméa, Nouvelle-Calédonie   | Guam - Vanuatu | 1-4   | Jeux du Pacifique de 2011 (premier tour)      |

#### Bilan
| Rang | Équipe  | Pts | J | G | N | P | Bp | Bc | Diff |
| ---- | ------- | --- | - | - | - | - | -- | -- | ---- |
| 1    | Vanuatu | 9   | 3 | 3 | 0 | 0 | 15 | 1  | +14  |
| 2    | Guam    | 0   | 3 | 0 | 0 | 3 | 1  | 15 | -14  |

### Guinée

#### Confrontations
Confrontations entre le Guinée et le Vanuatu en matchs officiels :
| Date         | Lieu                     | Match            | Score | Compétition  |
| 21 mars 2024 | Djeddah, Arabie saoudite | Guinée - Vanuatu | 6-0   | Match Amical |

#### Bilan
| Rang | Équipe  | Pts | J | G | N | P | Bp | Bc | Diff |
| ---- | ------- | --- | - | - | - | - | -- | -- | ---- |
| 1    | Guinée  | 3   | 1 | 1 | 0 | 0 | 6  | 0  | +6   |
| 2    | Vanuatu | 0   | 1 | 0 | 0 | 1 | 0  | 6  | -6   |

## I

### Îles Cook

#### Confrontations
Confrontations entre les Îles Cook et le Vanuatu en matchs officiels :
| Date        | Lieu                     | Match               | Score | Compétition                                              |
| 6 juin 2001 | Albany, Nouvelle-Zélande | Îles Cook - Vanuatu | 1-8   | Qualification pour la Coupe du monde 2002 (premier tour) |

#### Bilan
| Rang | Équipe    | Pts | J | G | N | P | Bp | Bc | Diff |
| ---- | --------- | --- | - | - | - | - | -- | -- | ---- |
| 1    | Vanuatu   | 3   | 1 | 1 | 0 | 0 | 8  | 1  | +7   |
| 2    | Îles Cook | 0   | 1 | 0 | 0 | 1 | 1  | 8  | -7   |

### Îles Salomon

#### Confrontations
Confrontations entre les Îles Salomon et le Vanuatu en matchs officiels :

#### Bilan
| Rang | Équipe       | Pts | J  | G  | N | P  | Bp | Bc | Diff |
| ---- | ------------ | --- | -- | -- | - | -- | -- | -- | ---- |
| 1    | Îles Salomon | 71  | 36 | 21 | 8 | 7  | 74 | 43 | +31  |
| 2    | Vanuatu      | 29  | 36 | 7  | 8 | 21 | 43 | 74 | -31  |

### Inde

#### Confrontations
Confrontations entre l'Inde et le Vanuatu en matchs officiels :
| Date         | Lieu              | Match          | Score | Compétition          |
| 12 juin 2023 | Bhubaneswar, Inde | Inde - Vanuatu | 1-0   | Intercontinental Cup |

#### Bilan
| Rang | Équipe  | Pts | J | G | N | P | Bp | Bc | Diff |
| ---- | ------- | --- | - | - | - | - | -- | -- | ---- |
| 1    | Inde    | 3   | 1 | 1 | 0 | 0 | 1  | 0  | +1   |
| 2    | Vanuatu | 0   | 1 | 0 | 0 | 1 | 0  | 1  | -1   |

### Indonésie

#### Confrontations
Confrontations entre l'Indonésie et le Vanuatu en matchs officiels :
| Date         | Lieu               | Match               | Score | Compétition    |
| 15 juin 2019 | Jakarta, Indonésie | Indonésie - Vanuatu | 6-0   | Matchs amicaux |

#### Bilan
| Rang | Équipe    | Pts | J | G | N | P | Bp | Bc | Diff |
| ---- | --------- | --- | - | - | - | - | -- | -- | ---- |
| 1    | Indonésie | 3   | 1 | 1 | 0 | 0 | 6  | 0  | +6   |
| 2    | Vanuatu   | 0   | 1 | 0 | 0 | 1 | 0  | 6  | -6   |

## K

### Kiribati

#### Confrontations
Confrontations entre les Kiribati et le Vanuatu en matchs officiels :
| Date           | Lieu           | Match              | Score | Compétition                                  |
| 7 juillet 2003 | Lautoka, Fidji | Kiribati - Vanuatu | 0-18  | Jeux du Pacifique Sud de 2003 (premier tour) |

#### Bilan
| Rang | Équipe   | Pts | J | G | N | P | Bp | Bc | Diff |
| ---- | -------- | --- | - | - | - | - | -- | -- | ---- |
| 1    | Vanuatu  | 3   | 1 | 1 | 0 | 0 | 18 | 0  | +18  |
| 2    | Kiribati | 0   | 1 | 0 | 0 | 1 | 0  | 18 | -18  |

## L

### Liban

#### Confrontations
Confrontations entre le Liban et le Vanuatu en matchs officiels :
| Date        | Lieu              | Match           | Score | Compétition          |
| 9 juin 2023 | Bhubaneswar, Inde | Liban - Vanuatu | 3-1   | Intercontinental Cup |

#### Bilan
| Rang | Équipe  | Pts | J | G | N | P | Bp | Bc | Diff |
| ---- | ------- | --- | - | - | - | - | -- | -- | ---- |
| 1    | Liban   | 3   | 1 | 1 | 0 | 0 | 3  | 1  | +2   |
| 2    | Vanuatu | 0   | 1 | 0 | 0 | 1 | 1  | 3  | -2   |

## M

### Mongolie

#### Confrontations
Confrontations entre la Mongolie et le Vanuatu en matchs officiels :
| Date         | Lieu              | Match              | Score | Compétition          |
| 15 juin 2023 | Bhubaneswar, Inde | Vanuatu - Mongolie | 1-0   | Intercontinental Cup |

#### Bilan
| Rang | Équipe   | Pts | J | G | N | P | Bp | Bc | Diff |
| ---- | -------- | --- | - | - | - | - | -- | -- | ---- |
| 1    | Vanuatu  | 3   | 1 | 1 | 0 | 0 | 1  | 0  | +1   |
| 2    | Mongolie | 0   | 1 | 0 | 0 | 1 | 0  | 1  | -1   |

## N

### Nouvelle-Calédonie
Confrontations entre la Nouvelle-Calédonie et le Vanuatu en matchs officiels :

#### Bilan
| Rang | Équipe             | Pts | J  | G  | N | P  | Bp | Bc | Diff |
| ---- | ------------------ | --- | -- | -- | - | -- | -- | -- | ---- |
| 1    | Nouvelle-Calédonie | 72  | 36 | 22 | 6 | 8  | 92 | 45 | +47  |
| 2    | Vanuatu            | 30  | 36 | 8  | 6 | 22 | 45 | 92 | -47  |

### Nouvelle-Zélande

#### Confrontations
Confrontations entre la Nouvelle-Zélande et le Vanuatu en matchs officiels :
| Date              | Lieu                                    | Match                      | Score | Compétition                                                   |
| 4 octobre 1951    | Nouméa, Nouvelle-Calédonie              | Nouvelle-Zélande - Vanuatu | 9-0   | Match amical                                                  |
| 23 février 1973   | Auckland, Nouvelle-Zélande              | Nouvelle-Zélande - Vanuatu | 3-1   | Coupe d'Océanie 1973 (premier tour)                           |
| 27 juin 1992      | Port-Vila, Vanuatu                      | Vanuatu - Nouvelle-Zélande | 1-4   | Qualification pour la Coupe du monde 1994 (tour préliminaire) |
| 1er juillet 1992  | Auckland, Nouvelle-Zélande              | Nouvelle-Zélande - Vanuatu | 8-0   | Qualification pour la Coupe du monde 1994 (tour préliminaire) |
| 28 septembre 1998 | Brisbane, Australie                     | Nouvelle-Zélande - Vanuatu | 8-1   | Coupe d'Océanie 1998 (premier tour)                           |
| 21 juin 2000      | Papeete, Polynésie française            | Nouvelle-Zélande - Vanuatu | 3-1   | Coupe d'Océanie 2000 (premier tour)                           |
| 13 juin 2001      | Albany, Nouvelle-Zélande                | Nouvelle-Zélande - Vanuatu | 7-0   | Qualification pour la Coupe du monde 2002 (premier tour)      |
| 12 juillet 2002   | Auckland, Nouvelle-Zélande              | Nouvelle-Zélande - Vanuatu | 3-0   | Coupe d'Océanie 2002 (demi-finale)                            |
| 2 juin 2004       | Adélaïde, Australie                     | Nouvelle-Zélande - Vanuatu | 2-4   | Qualification pour la Coupe du monde 2006 (deuxième tour)     |
| 17 novembre 2008  | Port-Vila, Vanuatu                      | Vanuatu - Nouvelle-Zélande | 1-2   | Coupe d'Océanie 2008 (tour final)                             |
| 21 novembre 2008  | Wellington, Nouvelle-Zélande            | Nouvelle-Zélande - Vanuatu | 4-1   | Coupe d'Océanie 2008 (tour final)                             |
| 31 mai 2016       | Port Moresby, Papouasie-Nouvelle-Guinée | Vanuatu - Nouvelle-Zélande | 0-5   | Coupe d'Océanie 2016 (tour final)                             |
| 12 juillet 2019   | Apia, Samoa                             | Vanuatu - Nouvelle-Zélande | 0-0   | Jeux du Pacifique de 2019                                     |

#### Bilan
| Rang | Équipe           | Pts | J  | G  | N | P  | Bp | Bc | Diff |
| ---- | ---------------- | --- | -- | -- | - | -- | -- | -- | ---- |
| 1    | Nouvelle-Zélande | 34  | 13 | 11 | 1 | 1  | 58 | 10 | +48  |
| 2    | Vanuatu          | 4   | 13 | 1  | 1 | 11 | 10 | 58 | -48  |

## P

### Papouasie-Nouvelle-Guinée

#### Confrontations
Confrontations entre la Papouasie-Nouvelle-Guinée et le Vanuatu en matchs officiels :
| Date             | Lieu                                    | Match                               | Score | Compétition                                                   |
| 17 décembre 1966 | Nouméa, Nouvelle-Calédonie              | Vanuatu - Papouasie-Nouvelle-Guinée | 5-2   | Jeux du Pacifique Sud de 1966 (match pour la troisième place) |
| 16 août 1969     | Port Moresby, Papouasie-Nouvelle-Guinée | Papouasie-Nouvelle-Guinée - Vanuatu | 2-1   | Jeux du Pacifique Sud de 1969 (premier tour)                  |

#### Bilan
| Rang | Équipe                    | Pts | J  | G | N | P | Bp | Bc | Diff |
| ---- | ------------------------- | --- | -- | - | - | - | -- | -- | ---- |
| 1    | Papouasie-Nouvelle-Guinée | 29  | 21 | 8 | 5 | 7 | 24 | 26 | -2   |
| 2    | Vanuatu                   | 26  | 21 | 7 | 5 | 8 | 26 | 24 | +2   |

## S

### Samoa

#### Confrontations
Confrontations entre les Samoa et le Vanuatu en matchs officiels :
| Date            | Lieu                  | Match           | Score | Compétition                                                          |
| 12 juillet 1981 | Honiara, Samoa        | Vanuatu - Samoa | 13-1  | Jeux du Pacifique Sud de 1981 (premier tour)                         |
| 15 mai 2004     | Apia, Samoa           | Samoa - Vanuatu | 0-3   | Qualification pour la Coupe du monde de football 2006 (premier tour) |
| 25 août 2007    | Apia, Samoa           | Samoa - Vanuatu | 0-4   | Jeux du Pacifique Sud de 2007 (deuxième tour)                        |
| 3 juin 2012     | Honiara, Îles Salomon | Vanuatu - Samoa | 5-0   | Coupe d'Océanie 2012 (premier tour)                                  |
| 18 juillet 2019 | Apia, Samoa           | Vanuatu - Samoa | 11-0  | Jeux du Pacifique de 2019                                            |

#### Bilan
| Rang | Équipe  | Pts | J | G | N | P | Bp | Bc | Diff |
| ---- | ------- | --- | - | - | - | - | -- | -- | ---- |
| 1    | Vanuatu | 15  | 5 | 5 | 0 | 0 | 36 | 1  | +35  |
| 2    | Samoa   | 0   | 5 | 0 | 0 | 5 | 1  | 36 | -35  |

### Samoa américaines

#### Confrontations
Confrontations entre les Samoa américaines et le Vanuatu en matchs officiels :
| Date             | Lieu                       | Match                       | Score | Compétition                                                          |
| 10 décembre 1987 | Nouméa, Nouvelle-Calédonie | Vanuatu - Samoa américaines | 7-0   | Jeux du Pacifique Sud de 1987 (premier tour)                         |
| 12 mai 2004      | Apia, Samoa                | Samoa américaines - Vanuatu | 1-9   | Qualification pour la Coupe du monde de football 2006 (premier tour) |
| 29 août 2007     | Apia, Samoa                | Samoa américaines - Vanuatu | 0-15  | Jeux du Pacifique Sud de 2007 (deuxième tour)                        |
| 5 septembre 2011 | Nouméa, Nouvelle-Calédonie | Samoa américaines - Vanuatu | 0-8   | Jeux du Pacifique de 2011 (premier tour)                             |

#### Bilan
| Rang | Équipe            | Pts | J | G | N | P | Bp | Bc | Diff |
| ---- | ----------------- | --- | - | - | - | - | -- | -- | ---- |
| 1    | Vanuatu           | 12  | 4 | 4 | 0 | 0 | 39 | 1  | +38  |
| 2    | Samoa américaines | 0   | 4 | 0 | 0 | 4 | 1  | 39 | -38  |

## T

### Tahiti

#### Confrontations
Confrontations entre Tahiti et le Vanuatu en matchs officiels :
| Date               | Lieu                                    | Match            | Score | Compétition                                                   |
| 1er septembre 1953 | Port-Vila, Vanuatu                      | Vanuatu - Tahiti | 2-4   | Match amical                                                  |
| 1er septembre 1953 | Port-Vila, Vanuatu                      | Vanuatu - Tahiti | 2-4   | Match amical                                                  |
| 9 septembre 1957   | Papeete, Polynésie française            | Tahiti - Vanuatu | 2-1   | Match amical                                                  |
| 15 décembre 1966   | Nouméa, Nouvelle-Calédonie              | Tahiti - Vanuatu | 3-0   | Jeux du Pacifique Sud 1966 (demi-finale)                      |
| 13 août 1969       | Port Moresby, Papouasie-Nouvelle-Guinée | Vanuatu - Tahiti | 3-3   | Jeux du Pacifique Sud 1969 (premier tour)                     |
| 4 septembre 1971   | Papeete, Polynésie française            | Tahiti - Vanuatu | 1-2   | Jeux du Pacifique Sud 1971 (demi-finale)                      |
| 20 février 1973    | Auckland, Nouvelle-Zélande              | Tahiti - Vanuatu | 0-0   | Coupe d'Océanie 1973 (premier tour)                           |
| 27 août 1975       | Port-Vila, Vanuatu                      | Vanuatu - Tahiti | 0-3   | Jeux du Pacifique Sud 1975 (premier tour)                     |
| 7 août 1978        | Port-Vila, Vanuatu                      | Vanuatu - Tahiti | 2-4   | Match amical                                                  |
| 4 septembre 1979   | Suva, Fidji                             | Tahiti - Vanuatu | 1-0   | Jeux du Pacifique Sud 1979 (quart de finale)                  |
| 1er mars 1980      | Papeete, Polynésie française            | Tahiti - Vanuatu | 1-0   | Match amical                                                  |
| 9 juillet 1981     | Honiara, Îles Salomon                   | Tahiti - Vanuatu | 1-1   | Jeux du Pacifique Sud 1981 (premier tour)                     |
| 1er août 1983      | Port-Vila, Vanuatu                      | Vanuatu - Tahiti | 1-6   | Match amical                                                  |
| 1er août 1983      | Port-Vila, Vanuatu                      | Vanuatu - Tahiti | 1-5   | Match amical                                                  |
| 1er août 1983      | Port-Vila, Vanuatu                      | Vanuatu - Tahiti | 1-1   | Match amical                                                  |
| 1er juillet 1985   | Nouméa, Nouvelle-Calédonie              | Tahiti - Vanuatu | 2-1   | Jeux du Pacifique Sud 1985 (premier tour)                     |
| 15 décembre 1987   | Nouméa, Nouvelle-Calédonie              | Tahiti - Vanuatu | 2-1   | Jeux du Pacifique Sud 1987 (premier tour)                     |
| 22 juillet 1989    | Nukuʻalofa, Tonga                       | Vanuatu - Tahiti | 2-0   | Jeux du Pacifique Sud 1989 (premier tour)                     |
| 27 juillet 1989    | Nukuʻalofa, Tonga                       | Vanuatu - Tahiti | 0-6   | Jeux du Pacifique Sud 1989 (match pour la troisième place)    |
| 15 juillet 1992    | Port-Vila, Vanuatu                      | Vanuatu - Tahiti | 2-1   | Match amical                                                  |
| 20 juillet 1992    | Port-Vila, Vanuatu                      | Vanuatu - Tahiti | 1-2   | Match amical                                                  |
| 24 août 1995       | Papeete, Polynésie française            | Tahiti - Vanuatu | 3-0   | Jeux du Pacifique Sud 1995 (demi-finale)                      |
| 30 septembre 1998  | Brisbane, Australie                     | Tahiti - Vanuatu | 5-1   | Coupe d'Océanie 1998 (premier tour)                           |
| 23 juin 2000       | Papeete, Polynésie française            | Tahiti - Vanuatu | 2-3   | Coupe d'Océanie 2000 (premier tour)                           |
| 4 juin 2001        | Albany, Nouvelle-Zélande                | Vanuatu - Tahiti | 1-6   | Qualification pour la Coupe du monde 2002 (premier tour)      |
| 14 juillet 2002    | Auckland, Nouvelle-Zélande              | Tahiti - Vanuatu | 1-0   | Coupe d'Océanie 2002 (match pour la troisième place)          |
| 11 juillet 2003    | Suva, Fidji                             | Tahiti - Vanuatu | 0-1   | Jeux du Pacifique Sud de 2003 (match pour la troisième place) |
| 6 juin 2004        | Adélaïde, Australie                     | Tahiti - Vanuatu | 2-1   | Qualification pour la Coupe du monde 2006 (deuxième tour)     |
| 5 juin 2012        | Honiara, Îles Salomon                   | Tahiti - Vanuatu | 4-1   | Coupe d'Océanie 2012 (premier tour)                           |
| 4 juin 2019        | Port-Vila, Vanuatu                      | Vanuatu - Tahiti | 2-0   | Match amical                                                  |

#### Bilan
| Rang | Équipe  | Pts | J  | G  | N | P  | Bp | Bc | Diff |
| ---- | ------- | --- | -- | -- | - | -- | -- | -- | ---- |
| 1    | Tahiti  | 64  | 30 | 20 | 4 | 6  | 75 | 33 | +42  |
| 2    | Vanuatu | 22  | 30 | 6  | 4 | 20 | 33 | 75 | -42  |

### Tonga

#### Confrontations
Confrontations entre les Tonga et le Vanuatu en matchs officiels :
| Date             | Lieu               | Match           | Score | Compétition                                   |
| 18 juillet 1989  | Nuku'alofa, Tonga  | Vanuatu - Tonga | 8-1   | Jeux du Pacifique Sud de 1989 (premier tour)  |
| 8 décembre 1993  | Port-Vila, Vanuatu | Vanuatu - Tonga | 3-0   | Jeux du Pacifique Sud de 1993 (premier tour)  |
| 3 septembre 2007 | Apia, Samoa        | Tonga - Vanuatu | 1-4   | Jeux du Pacifique Sud de 2007 (deuxième tour) |
| 6 décembre 2017  | Port-Vila, Vanuatu | Vanuatu - Tonga | 5-0   | Mini-Jeux du Pacifique de 2017 (tour final)   |
| 15 juillet 2019  | Apia, Samoa        | Tonga - Vanuatu | 0-14  | Jeux du Pacifique de 2019 (groupe A)          |

#### Bilan
| Rang | Équipe  | Pts | J | G | N | P | Bp | Bc | Diff |
| ---- | ------- | --- | - | - | - | - | -- | -- | ---- |
| 1    | Vanuatu | 15  | 5 | 5 | 0 | 0 | 34 | 2  | +32  |
| 2    | Tonga   | 0   | 5 | 0 | 0 | 5 | 2  | 34 | -32  |

### Tuvalu

#### Confrontations
Confrontations entre les Tuvalu et le Vanuatu en matchs officiels :
| Date             | Lieu                       | Match            | Score | Compétition                    |
| 3 juillet 2003   | Suva, Fidji                | Tuvalu - Vanuatu | 0-1   | Jeux du Pacifique de 2003      |
| 30 août 2011     | Nouméa, Nouvelle-Calédonie | Vanuatu - Tuvalu | 5-1   | Jeux du Pacifique de 2011      |
| 12 décembre 2017 | Port-Vila, Vanuatu         | Vanuatu - Tuvalu | 10-0  | Mini-Jeux du Pacifique de 2017 |
| 20 novembre 2003 | Honiara, Îles Salomon      | Tuvalu - Vanuatu | 0-6   | Jeux du Pacifique de 2023      |

#### Bilan
| Rang | Équipe  | Pts | J | G | N | P | Bp | Bc | Diff |
| ---- | ------- | --- | - | - | - | - | -- | -- | ---- |
| 1    | Vanuatu | 12  | 4 | 4 | 0 | 0 | 22 | 1  | +21  |
| 2    | Tuvalu  | 0   | 4 | 0 | 0 | 4 | 1  | 22 | -21  |

## W

### Wallis-et-Futuna

#### Confrontations
Confrontations entre Wallis-et-Futuna et le Vanuatu en matchs officiels :
| Date              | Lieu                           | Match                      | Score | Compétition               |
| 9 décembre 1987   | Nouméa, Nouvelle-Calédonie     | Vanuatu - Wallis-et-Futuna | 6-1   | Jeux du Pacifique de 1987 |
| 10 septembre 1991 | Lae, Papouasie-Nouvelle-Guinée | Vanuatu - Wallis-et-Futuna | 5-0   | Jeux du Pacifique de 1991 |

#### Bilan
| Rang | Équipe           | Pts | J | G | N | P | Bp | Bc | Diff |
| ---- | ---------------- | --- | - | - | - | - | -- | -- | ---- |
| 1    | Vanuatu          | 6   | 2 | 2 | 0 | 0 | 1  | 11 | -10  |
| 2    | Wallis-et-Futuna | 0   | 2 | 0 | 0 | 2 | 11 | 1  | +10  |